# Oradour-sur-Vayres

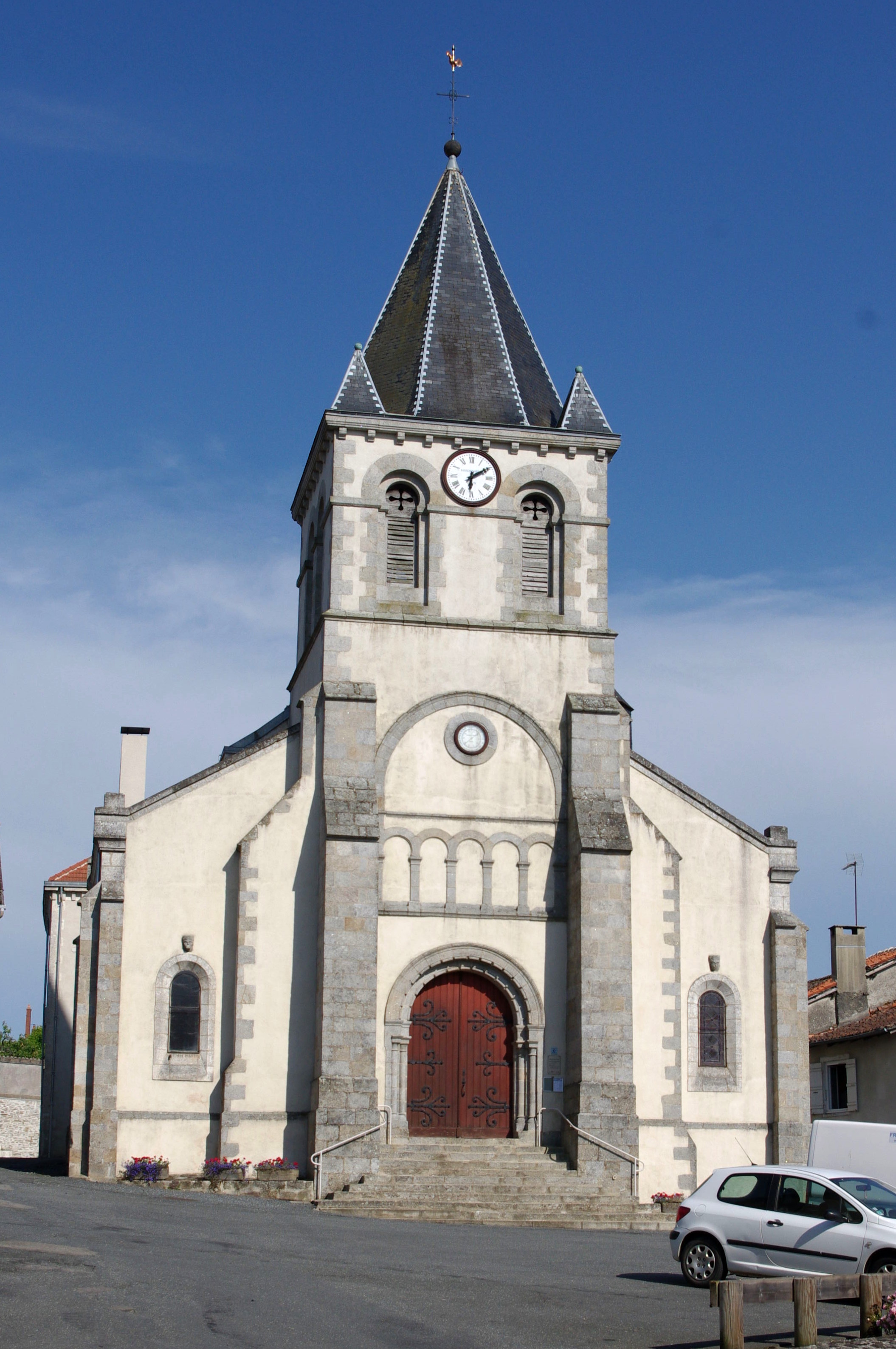
Kościół (2015)

Oradour-sur-Vayres – miejscowość i gmina we Francji, w regionie Nowa Akwitania, w departamencie Haute-Vienne.
Według danych na rok 1990 gminę zamieszkiwało 1811 osób, a gęstość zaludnienia wynosiła 46 osób/km² (wśród 747 gmin Limousin Oradour-sur-Vayres plasuje się na 55. miejscu pod względem liczby ludności, natomiast pod względem powierzchni na miejscu 81.).

## Populacja

Populacja Oradour-sur-Vayres w latach 1962–2008